# Fundacja Startup Poland
Fundacja Startup Poland – polska organizacja pozarządowa i think-tank, którego celem jest budowanie świadomości potencjału startupów w środowisku administracji publicznej oraz reprezentowanie społeczności polskich startupów w procesach legislacyjnych.
Organizację założyła grupa przedsiębiorców, prawników, pracowników naukowych oraz inwestorów. Od kwietnia 2020 Prezesem Fundacji jest Tomasz Snażyk.

## Cel Fundacji
Celami Fundacji Startup Poland są identyfikacja i likwidacja barier systemowych w polskim prawie i administracji, które ograniczają szybki wzrost i rozwój młodych firm, a także promowanie regulacji i rekomendowanie działań stymulujących przedsiębiorczość technologiczną. Działania te mają pomóc stworzyć w Polsce otoczenie legislacyjne i administracyjne wspierające rozwój innowacyjnych przedsięwzięć o światowym zasięgu, co z kolei ma przyczynić się do przyspieszenia wzrostu PKB poprzez tworzenie miejsc pracy i zahamowanie procesu drenażu talentów (emigracji najzdolniejszych obywateli).
Fundacja działa na rzecz rozwoju przedsiębiorczości technologicznej i rozwoju infrastruktury finansowania startupów. Reprezentuje także interesy przedsiębiorców technologicznych w dialogu z polską administracją publiczną, instytucjami Unii Europejskiej, a także korporacjami i środowiskiem akademickim.

### Postulaty programowe
Główne bariery i wyzwania stojące przed polskimi startupami Fundacja przedstawiła w deklaracji programowej podczas Europejskiego Kongresu Gospodarczego 22 kwietnia 2015. Są to:
- promowanie kultury inwestowania w startupy poprzez stworzenie warunków sprzyjających powstawaniu silnych rynkowych przedsięwzięć;
- prowadzenie konsultacji z sektorem publicznym na temat zmian prawnych wspierających rozwój ekosystemu startupowego, czego efektem będzie wybór najbardziej przydatnych i skalowalnych projektów;
- udostępnienie obywatelom większej ilości danych gromadzonych w urzędach publicznych;
- stworzenie w polskiej administracji stanowiska Chief Technology Officera, czyli pełnomocnika ds. innowacji technologicznych na szczeblu rządowym i samorządowym, osoby decydującej o kierunku zastosowania nowoczesnych technologii;
- zwiększenie atrakcyjności polskiej gospodarki dla przedsiębiorców i specjalistów spoza Unii Europejskiej poprzez stworzenie prostego i przejrzystego systemu przyznawania wiz;
- wprowadzenie w szkołach lekcji przedsiębiorczości, prowadzonych przez przeszkolonych nauczycieli, przy wsparciu praktyków;
- wprowadzenie skutecznych zachęt do tworzenia programów edukujących przedsiębiorców technologicznych, prowadzonych przez fundusze venture capital oraz lokalne środowiska.
- opracowanie prostych procedur przekazywania środków publicznych oraz lepszego mechanizmu dystrybuowania środków finansowych z Unii Europejskiej dla inwestorów, którzy oferują wsparcie nie tylko finansowe, ale także merytoryczne.
- wprowadzenie korzystnych mechanizmów podatkowych – zmian w przepisach spółki akcyjnej i spółki komandytowo-akcyjnej, na wzór obligacji zamiennej (convertible debt), oraz umożliwienie stosowania option pool w spółce z o.o. i w spółce akcyjnej – form prawnych dopasowanych do prowadzenia sprzedaży ich udziałów w ramach equity crowdfundingu – co znacznie zwiększyłoby zainteresowanie aniołów biznesu inwestycjami w młode, innowacyjne przedsiębiorstwa w Polsce.
- stworzenie systemu wsparcia i procedur dla inwestujących w startupy – w formie katalogu usług udostępnianych poprzez API, stosowanego we wszystkich urzędach, na każdym szczeblu administracji.

## Historia Fundacji

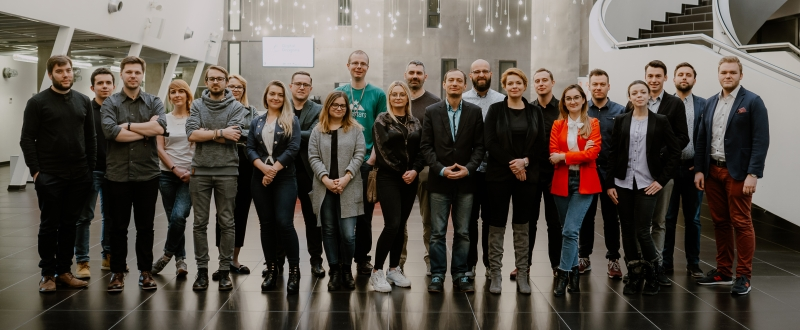
Zarząd oraz lokalni ambasadorzy Fundacji Startup Poland

Do stworzenia organizacji integrującej i reprezentującej interesy młodego dynamicznego biznesu w Polsce przyczyniła się grupa kilkudziesięciu przedsiębiorców z szybko rozwijających się małych i średnich przedsiębiorstw technologicznych.
Powołanie koalicji zainicjowali Borys Musielak, założyciel centrum coworkingowego Reaktor, oraz przedsiębiorcy Michał Juda i Jan Stasz. Poparło ich 150 założycieli startupów. W Radzie Fundacji zasiedli m.in. pionier polskiego internetu Piotr Wilam oraz organizator wydarzeń Startup Weekend Konrad Latkowski, natomiast w Radzie Programowej – m.in. mentorzy Rafał Brzoska i Michał Brański. Deklaracja programowa Fundacji została przedstawiona w listopadzie 2014. W kwietniu 2015 pierwszą prezes Fundacji została Eliza Kruczkowska. W październiku 2016 zastąpiła ją Julia Krysztofiak-Szopa. Od kwietnia 2020 prezesem został Tomasz Snażyk. 

## Publikacje

### RaportPolskie startupy
Od 2015 roku Startup Poland wydaje doroczny raport o stanie polskiej sceny startupowej – mikro, małych i średnich przedsiębiorstwach tworzących branżę cyfrową w Polsce. W raporcie są publikowane wyniki przeprowadzonych wspólnie z Politechniką Warszawską badań wpływu branży cyfrowej na gospodarkę oraz kierunki i tempo rozwoju branży cyfrowej. Publikacja omawia modele biznesowe realizowane przez startupy, wymienia popularne źródła kapitału w firmach oraz przedstawia poziom zatrudnienia i zakres działalności eksportowej.
Raport stanowi prezentację największego badania polskiej sceny startupowej, pokazującego dynamikę zachodzących na niej zmian: w zatrudnieniu, źródłach kapitału i sprzedaży usług za granicę. W 2016 roku badanie zostało rozszerzone o dane z Czech, Słowacji i Węgier. W edycji raportu z 2017 roku skupiono się na eksporcie i finansowaniu w startupach. Od 2016 roku raport ma swoją premierę na Forum Ekonomicznym w Krynicy.

### Złota Księga Venture Capital w Polsce
Od 2018 roku Fundacja publikuje doroczny raport o polskim rynku funduszy venture capital. Pierwsza edycja stanowiła wprowadzenie do mechaniki funduszy VC, mówiła o tym, jak inwestorzy VC w Polsce pracują ze startupami, oraz opisała rolę państwowych środków jako lewaru w inwestycjach w venture. Natomiast w drugiej edycji przeanalizowano skalę rynku VC w Polsce oraz sylwetki głównych graczy, największe transakcje oraz kapitał zarządzany przez polskie fundusze. Na podstawie odpowiedzi 70 firm VC powstał obraz lokalnego rynku venture capital.

### Startup Handbook
Przewodnik po problematyce prawnej, z którą spotykają się osoby prowadzące startup oraz zamierzające założyć działalność gospodarczą. Wydany w październiku 2015, był pierwszym na polskim rynku kompletnym opracowaniem prawnych aspektów funkcjonowania startupów, wynikających z dużej liczby obowiązujących przepisów oraz różnorodności i innowacyjnego charakteru realizowanych projektów.

### Polityki wizowe dla startupów
W czerwcu 2016, w analizie programów wizowych dla startupów działających na świecie, Startup Poland zaapelowała o stworzenie strategii przyciągania do Polski technologicznych talentów. Podkreślając, że w kontekście zbyt małej podaży specjalistów na rynku może stać się kluczową barierą dla rozwoju firm technologicznych w Polsce.

### Visegrad Startup Report
W czerwcu 2017 Fundacja opublikowała pierwszy tego rodzaju zbiór danych dotyczących ekosystemów startupowych krajów Grupy Wyszehradzkiej, w którym wraz z partnerami merytorycznymi wyróżnia czynniki przyciągające startupy i inwestorów do regionu Grupy Wyszehradzkiej, pod kątem rozwoju przedsiębiorczości startupowej.

## Projekty Fundacji

### Rzecznictwo publiczne

#### 2015
Fundacja Startup Poland apelowała za przyjęciem ustawy o wspieraniu innowacyjności, której projekt został zaproponowany przez prezydenta Bronisława Komorowskiego, a która została podpisana przez Andrzeja Dudę 16 października 2015 roku.
W grudniu 2015 przedstawiciele Fundacji uczestniczyli w konsultacjach Komisji Europejskiej na temat jednolitego rynku cyfrowego.

#### 2016
W lutym 2016, na wniosek Ministerstwa Rozwoju, Fundacja zajęła stanowisko na temat projektu dyrektywy w sprawie niektórych aspektów umów o dostarczanie treści cyfrowych.
W marcu 2016 Fundacja zaopiniowała przedstawione przez Ministerstwo Rozwoju założenia programu Start in Poland.
Od marca 2016 Startup Poland jest zaangażowana w proces wypracowania nowej formy prawnej dla startupów, stworzonej w ramach nowej Konstytucji Biznesu (części Planu Morawieckiego), z ułatwieniami dla innowacyjnych przedsiębiorstw. W konsultacjach ze start-upami wybrano nazwę „prosta spółka akcyjna”. Od lipca 2016 Fundacja uczestniczy z Ministerstwem Rozwoju w pre-konsultacjach dotyczących Zarysu koncepcji prostej spółki akcyjnej, co zaowocowało obszernym stanowiskiem Fundacji. W 2018 roku Fundacja przekonała Ministerstwo do odejścia od testów wypłacalności obecnych w projekcie ustawy.
W maju 2016 Startup Poland wsparła Komisję Europejską przy konsultacjach ze środowiskiem przedsiębiorców i startupów na temat pomysłów na rozwój ekosystemu w Europie. Natomiast od marca do lipca 2016 Fundacja prowadziła polskie konsultacje w ramach stworzenia programu Start-up Initiative, poprawiającego warunki dla rozwoju europejskich startupów i szybko rozwijających się przedsiębiorstw.
W listopadzie 2016 Startup Poland przedstawiła stanowisko w prowadzonych przez Ministerstwo Kultury i Dziedzictwa Narodowego konsultacjach propozycji Komisji Europejskiej dotyczących reformy prawa autorskiego, opowiadając się za likwidacją geoblokowania, a także przeciwko text and data mining na podstawie licencji.

#### 2017
W marcu 2017 na Parlamentarnej Komisji do Spraw Europejskich Fundacja postulowała weto wobec groźnych dla startupów zapisów w dyrektywie o prawie autorskim. W czerwcu 2017 Fundacja zaproponowała zmiany do ustawy o wspieraniu innowacyjności.
W listopadzie 2017 Startup Poland w koalicji z Konfederacją Lewiatan zgłosiła uwagi do projektu ustawy o jawności życia publicznego.

#### 2018
W kwietniu 2018 Fundacja zorganizowała międzynarodowy okrągły stół z udziałem przedsiębiorców i polityków, poświęcony unijnemu rozporządzeniu o prywatności i łączności elektronicznej, zacieśniającemu reguły prywatności w Internecie, ingerując w sektory big data, machine to machine, IoT oraz adtech.
W sierpniu 2018 Startup Poland opublikowała stanowisko wobec koncepcji nowego prawa zamówień publicznych, ułatwiających startupom udział w rynku zamówień publicznych.
W październiku 2018 Fundacja przedstawiła stanowisko do projektu ustawy w zakresie zmian dotyczących podatku dochodowego od osób prawnych, ustanawiającej niższy CIT dla małych podatników, zmiany w podatku u źródła, opodatkowaniu zysku ze sprzedaży bitcoinów, a także innovation box i exit tax.

### Startupy w Pałacu
Fundacja zorganizowała trzy konferencje z udziałem polskich startupów w Pałacu Prezydenckim – prezentacje projektów biznesowych przed prezydentem Andrzejem Dudą, ambasadorami, przedstawicielami spółek Skarbu Państwa, venture capital i aniołami biznesu. Pierwsze w historii tego typu wydarzenia w Polsce z udziałem urzędującej głowy państwa odbyły się 13 września 2016, 14 marca 2017 oraz 4 października 2017. Startupy uczestniczące w wydarzeniach brały następnie udział w zagranicznych misjach gospodarczych prezydenta, m.in. w Szwecji, Szwajcarii i Izraelu.

### Współpraca międzynarodowa
Od 2016 roku Fundacja Startup Poland współpracuje z organizacją Allied for Startups działającą w Brukseli na rzecz usuwania barier i tworzenia rozwiązań prawnych, optymalnych dla rozwoju startupów w Europie.
We wrześniu 2016 Startup Poland, wraz z 15 innymi organizacjami non-profit z całej Europy, zainaugurowała w Brukseli powstanie organizacji European Startup Network, łączącej europejskie ekosystemy startupowe. Jej celem jest wspieranie działań Komisji Europejskiej w zakresie budowania jednolitego rynku cyfrowego w Unii Europejskiej z poszanowaniem lokalnej odrębności rynkowej, środowiska regulacyjnego oraz kultury przedsiębiorczości.
W grudniu 2016 Fundacja przeprowadziła program Startup Poland Global przygotowujący polskie startupy do ekspansji zagranicznej.

### Lokalni ambasadorzy
Lokalni ambasadorzy Startup Poland to wolontariusze pracujący na rzecz miejskich środowisk startupowych, we współpracy z uczelniami i inwestorami kapitałowymi. Utrzymują relacje z lokalnymi samorządami, przy przygotowywaniu programów wsparcia, a także informując lokalne media o sukcesach startupów z regionu. Od września 2017 ambasadorzy są organizatorami odbywających się w całej Polsce spotkań lokalnych społeczności startupowych Startup Poland Camp.

## Nagrody i wyróżnienia
W maju 2017, z okazji Dnia Polonii i Polaków za Granicą, Fundacja otrzymała flagę państwową z rąk Prezydenta Rzeczypospolitej Polskiej, jako organizacja pozarządowa zasłużona w działalności na rzecz środowisk polonijnych.
W październiku 2017, w konkursie Orzeł Innowacji Startup, organizowanym przez redakcję „Rzeczpospolitej”, Startup Poland otrzymała nagrodę w kategorii „Mecenas Startupów”.